# 六番北出入口
六番北出入口（ろくばんきたでいりぐち）は、愛知県名古屋市熱田区にある名古屋高速4号東海線の出入口である。

## 概要
都心環状線方面への入口と同方面からの出口のみをもつハーフインターチェンジである。この入口から東海JCT方面には行けないため、隣りの六番南入口を利用する必要がある。

## 接続する道路
- 名古屋市道江川線
- 国道1号（出入口の南方に位置する「六番町交差点」で接続）

## 歴史
- 2010年9月4日 : 山王JCT-当出入口間開通に伴い供用開始
- 2013年11月23日 : 当出入口-木場出入口間開通

## 利用台数
名古屋市統計年鑑による利用台数の推移
| 2010年（平成22年）度 | 575921台  |  |
| 2011年（平成23年）度 | 1323707台 |  |
| 2012年（平成24年）度 | 1627230台 |  |
| 2013年（平成25年）度 | 1628656台 |  |

## 周辺
- 六番町駅（名古屋市営地下鉄名港線）
- 名古屋国際会議場
- 名古屋市中央卸売市場本場

## 隣
名古屋高速4号東海線
山王JCT - (401)山王入口 - (411)尾頭橋出口 - (402/412)六番北出入口 - (403/413)六番南出入口